# William Barclay
Pour les articles homonymes, voir Barclay.
Ne doit pas être confondu avec William Berkeley (1608-1677), gouverneur de Virginie et auteur de The Lost Lady: A Tragy Comedy, dont le patronyme est parfois orthographié Barclay en français.
William Barclay (en néolatin : Guillelmus Barclaius ; parfois, en moyen français et en français classique : Guillaume Barclay), né dans le comté d'Aberdeen (Écosse) en 1546, mort à Angers (Maine, France) le 3 juillet 1608, est un juriste écossais. Il est l'auteur en 1600 d'un ouvrage polémique intitulé De regno et regali potestate adversus Buchanum, Brutum et Boucherium et reliquos Monarchomaquos libri sex (en français : Six livres du royaume et de la puissance royale, contre Buchanan, Brutus et Boucher et les autres Monarchomaques).

## Vie
William Barclay naît dans le comté d'Aberdeen en 1546. Il étudie à l'université d'Aberdeen puis gagne la France en 1573 où il étudie le droit à l'université de Bourges (Berry) et y obtient son doctorat. Le duc de Lorraine et de Bar, Charles III, le nomme professeur de droit civil à l'université de Pont-à-Mousson, créée en 1572 par la bulle In supereminenti du pape Grégoire XIII. Charles III le nomme aussi conseiller d'État et maître des requêtes.
Vers 1581, il épouse une demoiselle de la noblesse lorraine, Anne de Malaviller, et de cette union naît le 28 janvier 1582, Jean Barclay.
En 1603, il est contraint de quitter la France à la suite de l'inimitié des jésuites. À son arrivée en Angleterre, le roi Jacques lui offre des faveurs à condition qu'il devienne membre de l'Église d'Angleterre. Il refuse.
Il retourne en France en 1604, quand il est nommé professeur de droit civil à l'université d'Angers. Il meurt à Angers en 1608.

## Œuvres

### De regno et regali potestate
William Barclay est à l'origine du mot monarchomaque. Étymologiquement, il signifie « ceux qui combattent les monarques ». Dans sa préface, William Barclay en donne la définition suivante : Qui Regna et Monarchias demoliri atque in Anarchias redigere conati sunt (ceux qui s'efforcent de détruire les Royaumes et les Monarchies et de les réduire en Anarchies). Ce néologisme met en évidence un caractère essentiel de la pensée des auteurs ainsi désignés : le refus de l'exercice du pouvoir par un seul, refus qui se manifeste par l'affirmation de la souveraineté non partagée du peuple et par l'exigence de garanties institutionnelle et légale pour en assurer l'exercice.
Le titre de l'ouvrage se réfère à trois catégories d'auteurs.
Buchanan renvoie à George Buchanan et évoque les Écossais et les Anglais qui ont écrit contre la tyrannie ; les plus connus sont, outre George Buchanan, Christopher Goodman (en), John Ponet (en) et John Knox.
Brutus renvoie à Stephanus Junius Brutus, le pseudonyme de l'auteur du pamphlet Vindiciae contra tyrannos (en français : Revendications contre les tyrans) attribué à Hubert Languet et Philippe Duplessis-Mornay, et évoque les monarchomaques calvinistes dont les plus connus sont François Hotman et Théodore de Bèze.
Boucher renvoie à Jean Boucher, l'auteur de La vie et faits notables de Henry de Valois, et évoque les monarchomaques catholiques de la sainte Ligue.

### Autres ouvrages
William Barclay est aussi l'auteur de :
- In titulos Pandectarum « De rebus creditis » et « De jurejurando commentarii » (1605)
- De potestate papae, am et quatenus in reges et principas seculares jus et imperium habeat (1611)